# NGC 3895
NGC 3895 (другие обозначения — UGC 6785, MCG 10-17-80, ZWG 292.35, KCPG 303B, PGC 36907) — спиральная галактика с перемычкой (SBa) в созвездии Большая Медведица.
Этот объект входит в число перечисленных в оригинальной редакции «Нового общего каталога».
Галактика NGC 3895 входит в состав группы галактик NGC 3963. Помимо NGC 3895 в группу также входят NGC 3770, NGC 3809, NGC 3894, NGC 3958, NGC 3963, UGC 6732 и NGC 3835A.
Является бинарным компаньоном галактики NGC 3894.q